# 리차 알바네세

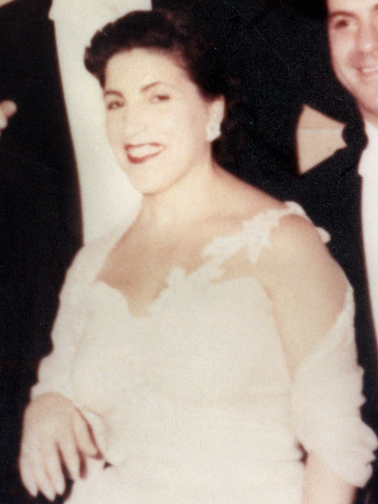

리차 알바네세(Licia Albanese, 1909년 7월 22일 ~ 2014년 8월 15일)는 이탈리아의 바리 태생의 성악가이다.
주세페 바르다살레테데스키에게 사사하여 1932년에 밀라노의 리세오 극장에서 공연된 〈나비부인〉으로 데뷔. 그 후 이탈리아 정부 주최의 콩쿠르에서 우승, 그 후부터 이탈리아 각지에서 활약하였다. 1940년에는 메트로폴리탄가극장에 초빙되어 도미(渡美), 1945년에 미국 국적을 얻었다. 메트로폴리탄에서도 〈나비부인〉의 가장 일본적인 요소를 잘 표현한 가수로 정평이 있으며, 특히 이 역과 〈라보엠〉의 '미미'에 훌륭한 자질을 보였다. 성질(聲質)은 리리코 스핀트로서 목소리의 아름다움과 감정표현에 뛰어나 1940년경부터 1950년까지는 메트로폴리탄의 여왕으로서 활약하였다.